# 義大利地理

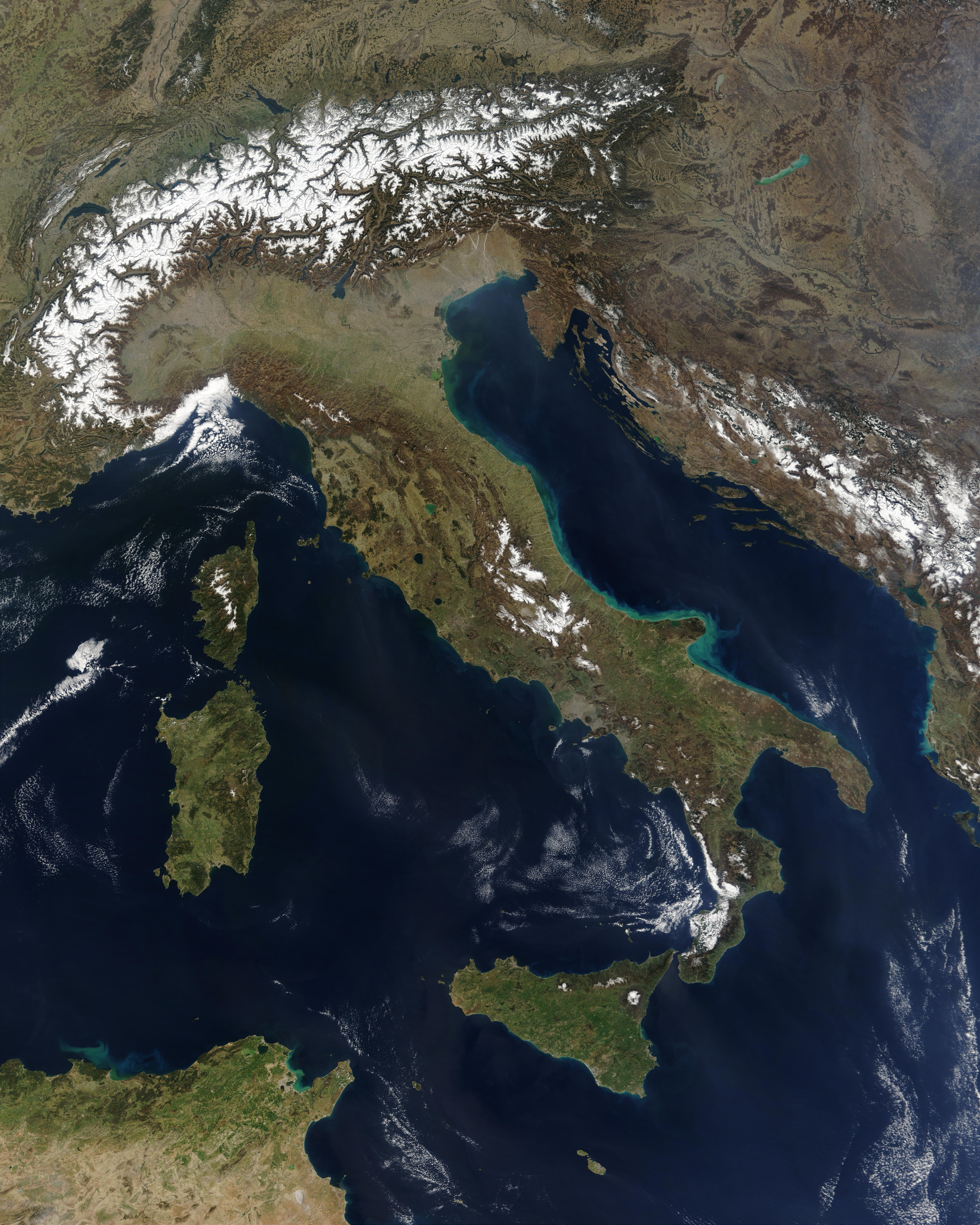
意大利卫星图（2003）

意大利位于南欧，大部分领土位于长靴形的亚平宁半岛以及阿尔卑斯山以南的波河平原，另有西西里岛和撒丁岛两大岛屿。虽然科西嘉岛屬於意大利的地理区域，但自1769年起，科西嘉岛就成为了法国的一部分。包括岛屿，意大利西临利古里亚海与第勒尼安海、墨西拿海峡将半岛与西西里岛分隔、东临爱奥尼亚海和亚得里亚海与巴尔干半岛相望，海岸线长达7600千米。
意大利的总面积为301,340平方千米，其中水域面积占7,200平方千米。意大利本土与自西向东法国、瑞士、奥地利、斯洛文尼亚接壤、而圣马力诺和梵蒂冈则被意大利完全包围。与克罗地亚、波斯尼亚和黑塞哥维那、阿尔巴尼亚、希腊、马耳他和突尼斯隔海相望。人口为6020万，人口密度约每平方千米200人，是欧洲第六大，也是世界上人口第23大的国家。

## 地形

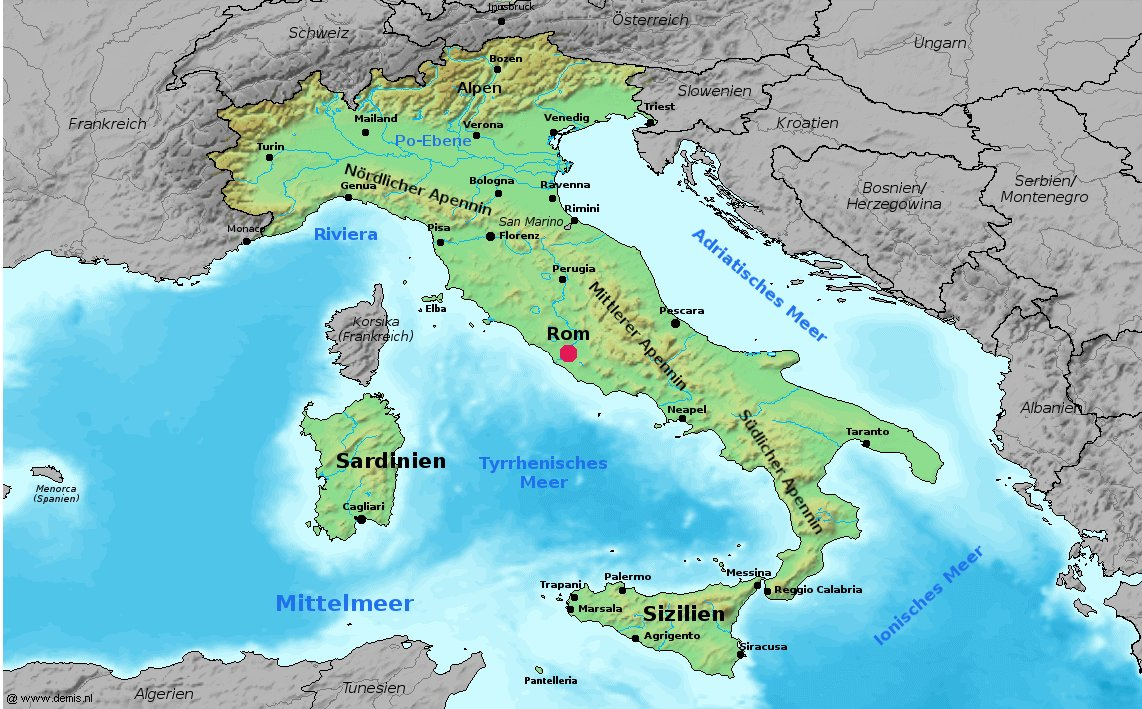
意大利地形图

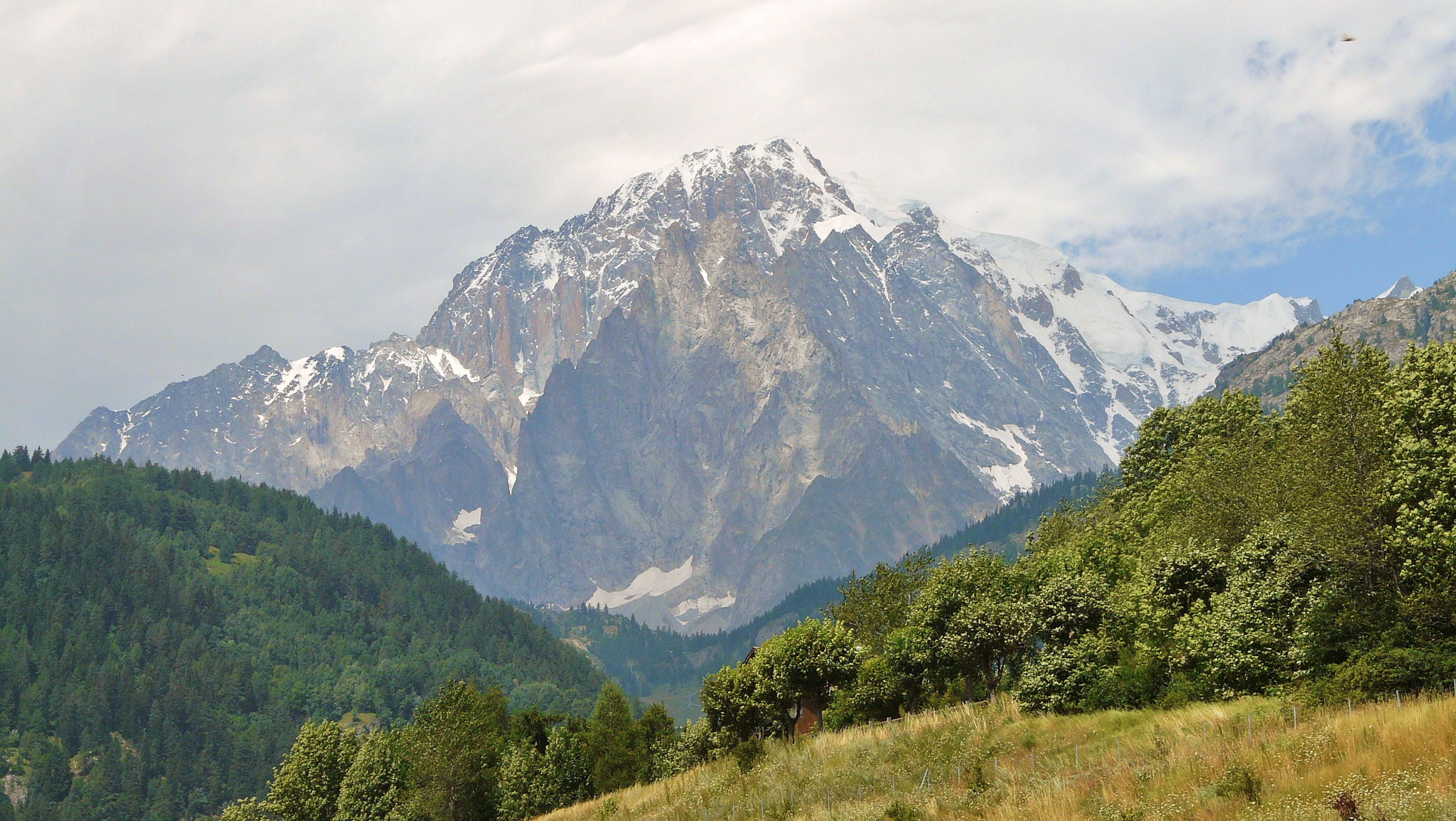
勃朗峰

意大利近40%的本土为山地，其大部分山地由位于平原北部的阿尔卑斯山和半岛的主干亚平宁山脉构成，北部与法国的界峰勃朗峰（4810m）是意大利的最高峰。平原主要分布在海岸地区与河谷，波河平原为意大利最大的平原，总面积达4.6万平方千米，占全国平原总面积的70%以上，同时也是意大利的重要工业基地。意大利的河流短促，不利于通航，在波河平原上的波河（652km）穿过其中，是意大利最大的河流。

### 火山

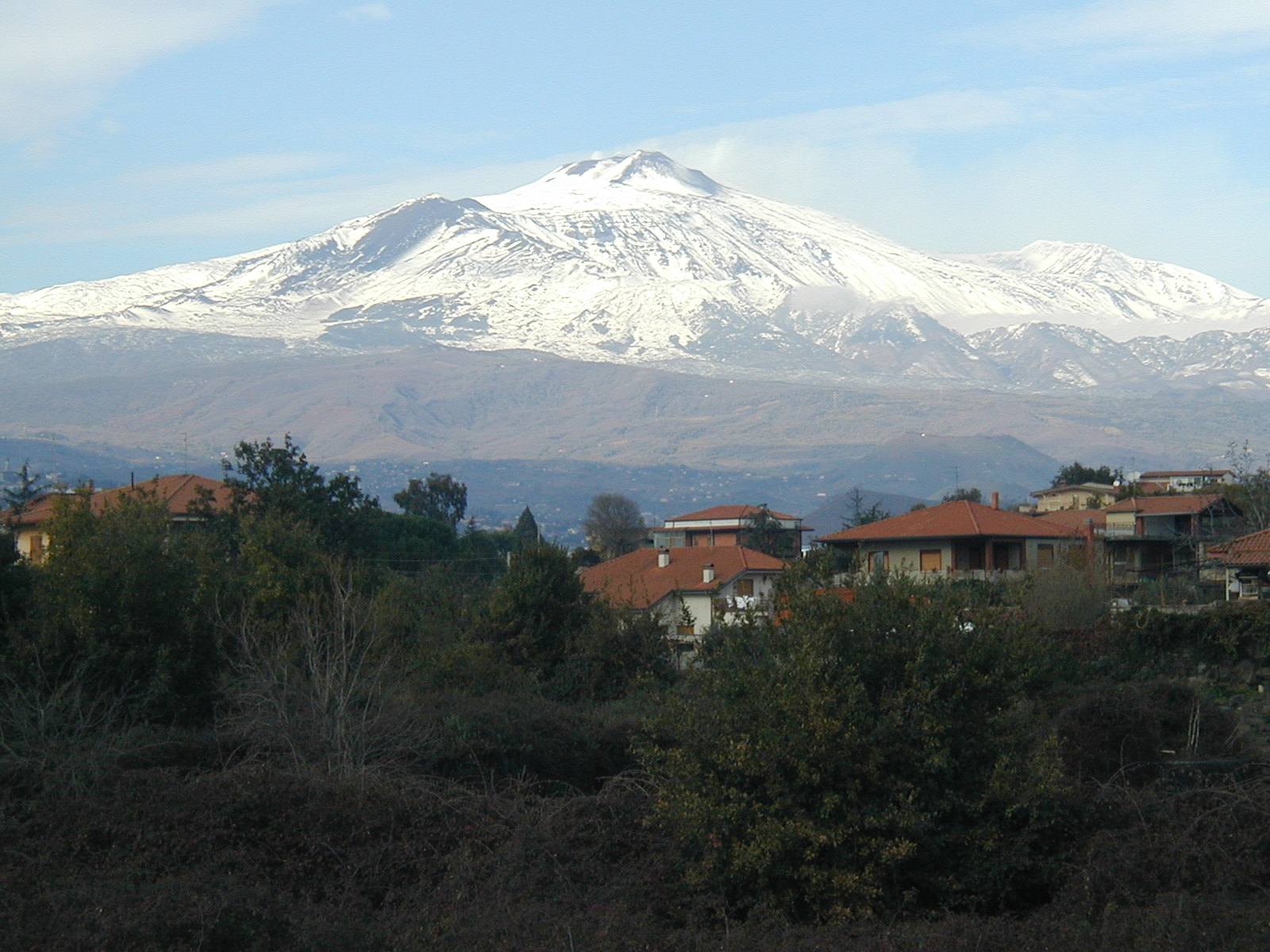
埃特纳火山

意大利的火山活动活跃，但大多数为死火山或休眠火山，这些火山形成了南方的小岛屿，例如蓬扎卡普拉亚、伊斯基亚岛、伊奥利亚、乌斯提卡和潘泰莱里亚火山岛。西西里岛上的埃特纳火山是全欧洲最大也是最高的火山，那不勒斯附近的维苏威火山是全欧唯一的活火山。

### 河流
意大利大多数的河流流入亚得里亚海（例如波河，皮夫河，阿迪杰河，布伦塔河等）或利古里亚海（例如阿尔诺河，台伯河和沃尔图诺河等），另有一些边境地区的河流，例如伦巴第大区的利维尼奥和 Lago di Lei的河流 ，分别通过多瑙河注入黑海或通过莱茵河注入北海。

### 湖泊

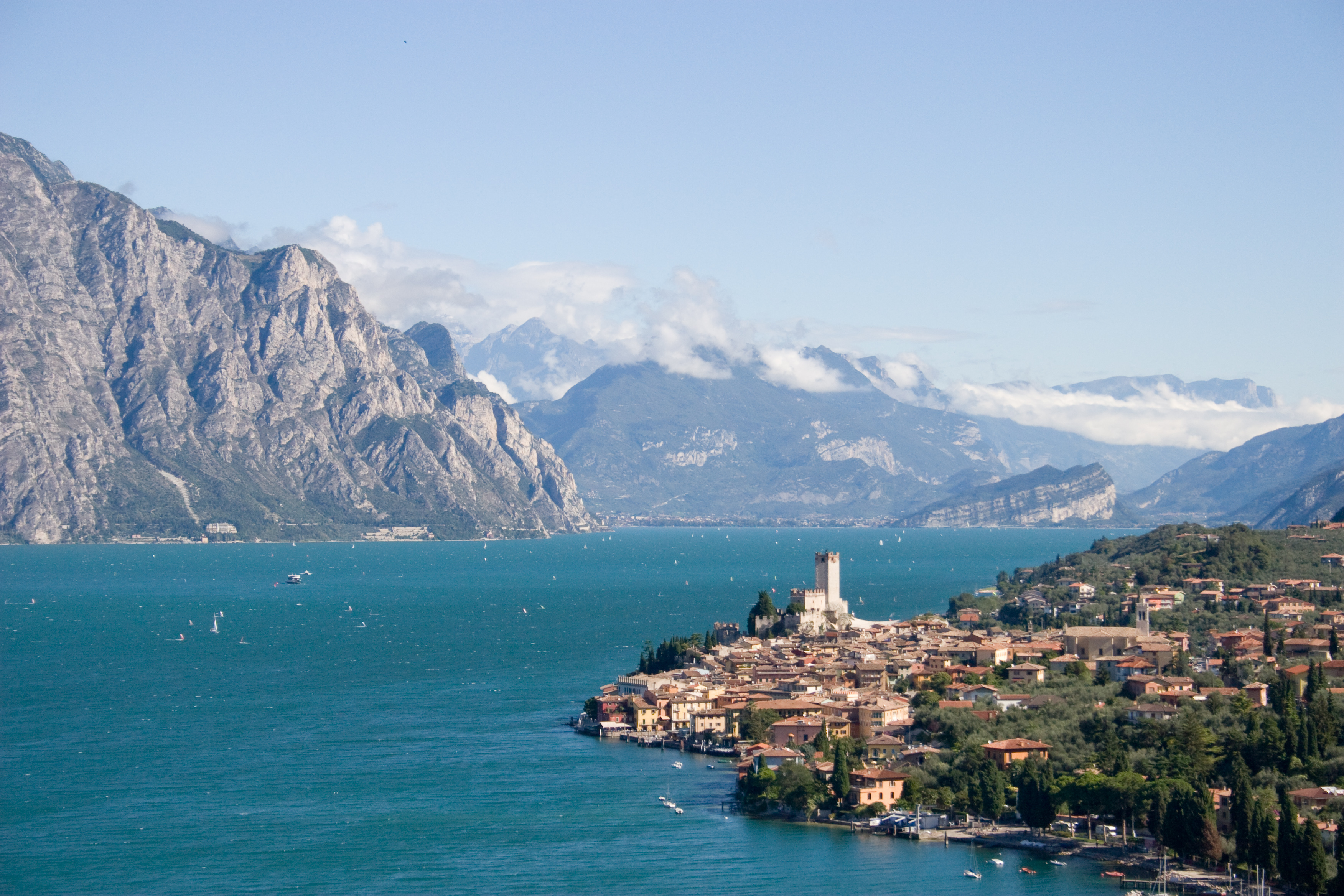
加尔达湖是意大利最大的湖泊

在意大利的北部有一些高山冰碛堰塞湖，其中最大的是加尔达湖（370平方千米），其他著名的高山湖如泊马焦雷湖（212.5平方千米，其最北部属于瑞士），科莫湖（146平方千米），奥尔塔湖，卢加诺湖，伊塞欧湖和伊德罗湖。
在半岛的其他地区的著名湖泊有特拉西梅诺湖，波塞那湖，布拉恰诺湖，维科湖和拉诺湖等

## 海洋
意大利共有毗连区24海里（44.4千米)，大陆架开发深度200米和12海里（22.2千米）的领海

## 气候

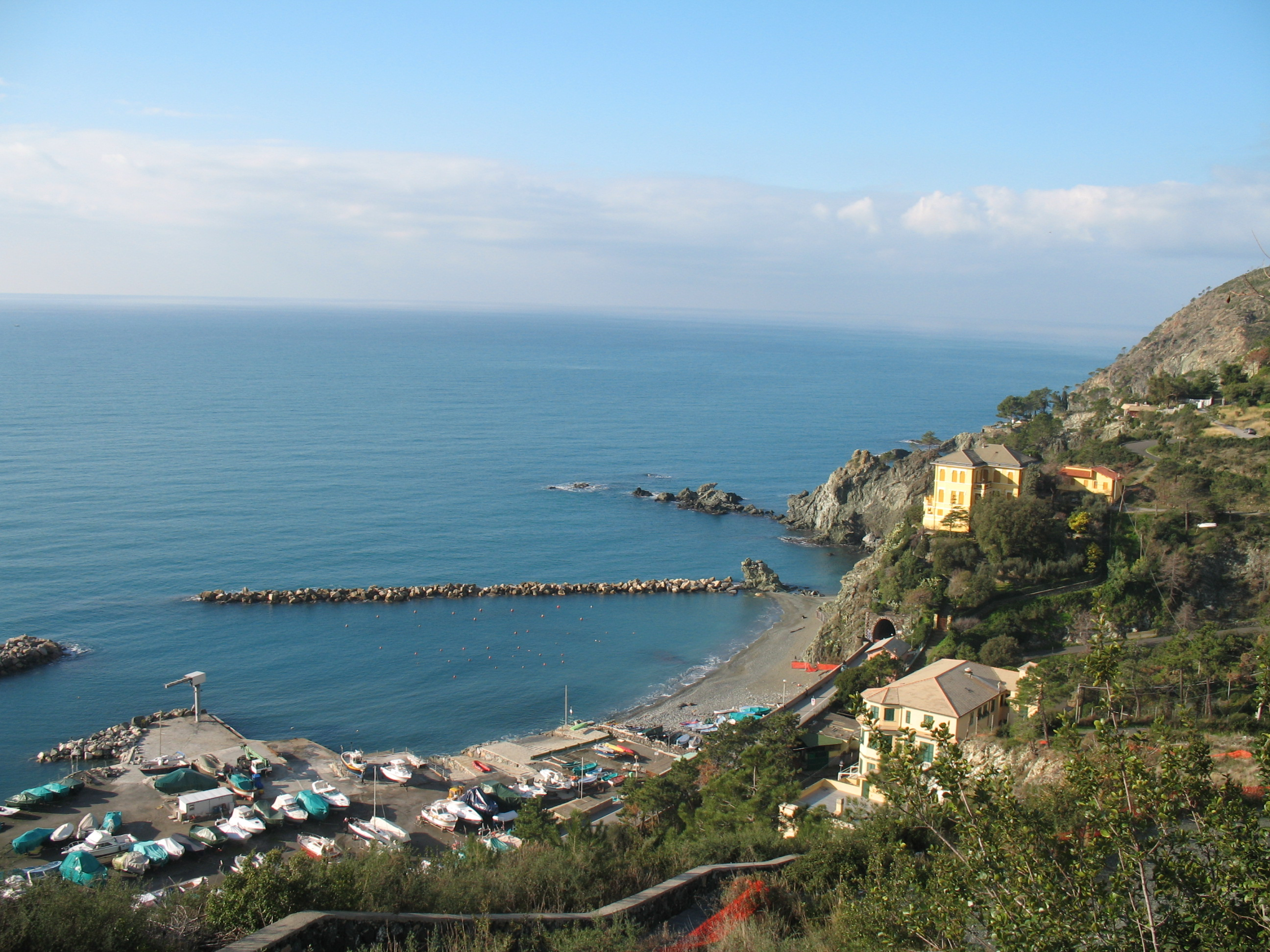
利古里亚海岸

意大利的气候多种多样，有的地区的气候也与地中海气候相距甚远。北部的地区属于大陆性气候湿润副热带气候（根据柯本气候分类法），例如杜林、米兰及波隆那等地，利古里亚的沿海地区及大部分佛罗伦萨南方地区都是属于地中海气候，沿海地区的气候随海拔及地势的改变而大幅变化。高海拔地区在冬季时呈现寒湿的特征。海岸地区则是冬季温暖多雨，夏季炎热干燥，尤其是位于地势较低的谷地。